# 顾野王墓
顾野王墓，位于江苏省苏州市吴中区苏州市职业大学内。建于南北朝，为苏州市文物保护单位。
顾野王（519年 - 581年），本名顾体伦，字希冯，吴县光福人，南梁、南陈古文学家、历史学家。顾野王家族多代为官，其年少有才，被南梁朝重用，曾任太学博士、中领军等职。至南陈朝，又任招远将军、国子博士、黄门侍郎、光禄卿等，并撰史学士，掌梁、陈二代史。晚年在光福，将自家宅院捐出为寺，即为现铜观音寺。顾野王史书经典、天文地理俱通，能书善画，尤以训诂学闻名。著作《玉篇》，仿《说文解字》之形，系史上首部楷书字典。
顾野王墓位于石湖西岸、上方山东，墓碑“陈黄门侍郎顾公之墓”为清嘉庆年钱大昕所书。墓旁另有巨石数块，民间传为陨石，故亦将此墓称为落星坟。现存墓地约50平方米，封土高1.5米，墓前原有石牌坊，墓上原有古松皆不存。后纳入苏州市职业大学校园内，2011年重修，并建铜像一座。
顾野王墓在1957年曾列入首批江苏省文物保护单位，后因损毁较重，1982年降格为苏州市文物保护单位。